# Depredació
La depredació és un tipus de relació interespecífica en ecologia que consisteix en la caça i mort que pateixen alguns individus d'algunes espècies (presa), per part d'altres que se'ls mengen, anomenats depredadors, predadors o enemics naturals. Els predadors estan presents a diversos regnes de la vida.
Un mateix individu pot ser depredador d'uns éssers i presa d'uns altres. En la depredació, hi ha una espècie perjudicada que és la presa i l'altra que és la beneficiada, que és el depredador, i passa l'energia en el sentit presa-depredador. En els programes de control integrat en l'agricultura, l'ús d'enemics naturals es presenta com una alternativa a la lluita química amb insecticides.

## Definició

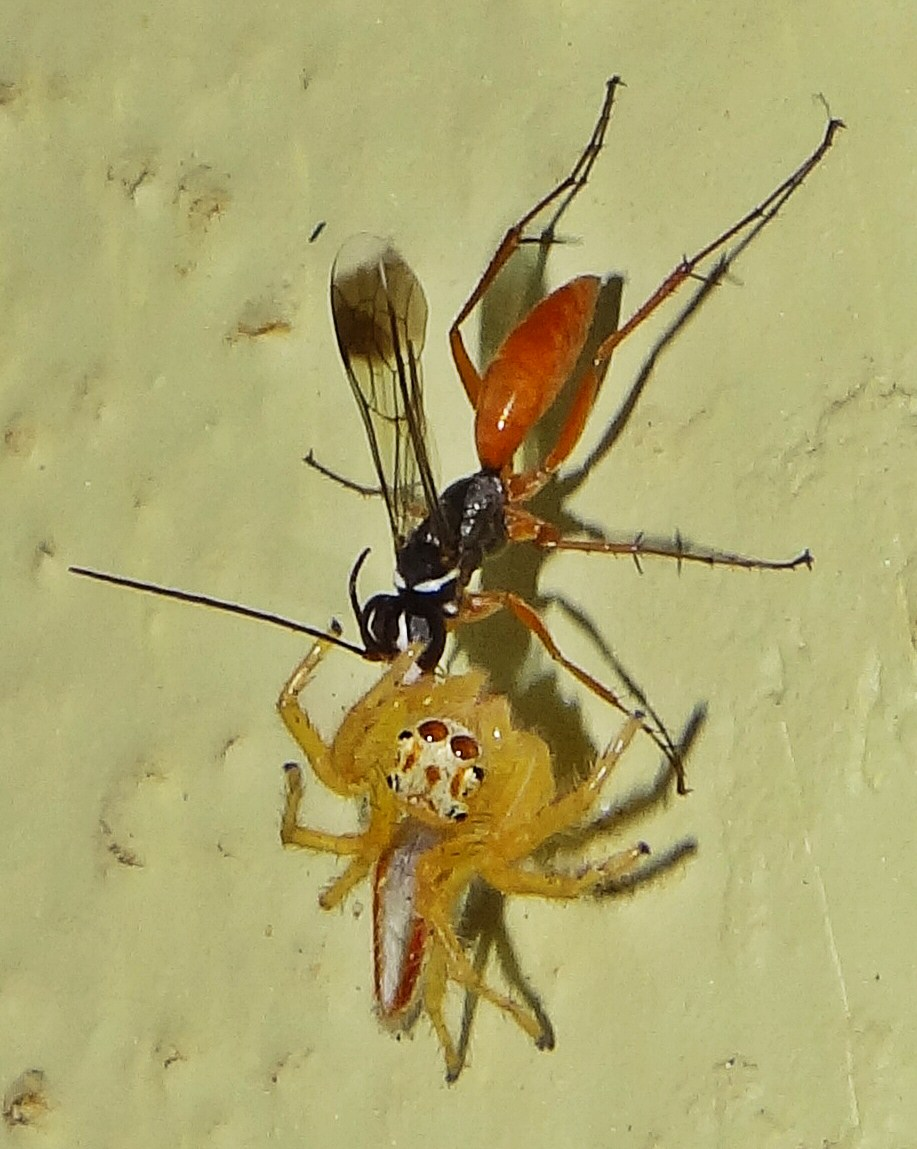
Els pompílids paralitzen i finalment maten els seus hostes, però es consideren parasitoides, no depredadors.

En el nivell més bàsic, els depredadors maten i es mengen altres organismes. Tanmateix, el concepte de depredació és ampli, es defineix de manera diferent en diferents contextos i inclou una gran varietat de mètodes d'alimentació; i algunes relacions que resulten en la mort de la presa no s'anomenen generalment depredació. Parasitoides com els icneumònids, ponen els seus ous dins o sobre el seus hostes; els ous eclouen en larves, que es mengen l'hoste, i inevitablement mor. Els zoòlegs generalment anomenen això una forma de parasitisme, encara que convencionalment es pensa que els paràsits no maten els seus hostes. Es pot definir que un depredador difereix d'un parasitoide perquè té moltes preses, capturades al llarg de la seva vida, mentre la larva d'un parasitoide només en té una, o almenys té el seu subministrament d'aliments en una sola ocasió.
Hi ha altres casos difícils i límits. Els microdepredadors són animals petits que, com els depredadors, s'alimenten completament d'altres organismes; inclouen puces i culícids que consumeixen sang d'animals vius, i afidoïdeus que consumeixen saba de plantes vives. No obstant això, com que normalment no maten els seus hostes, sovint es consideren paràsits. Els animals que pasturen al fitoplàncton o estores de microbis són depredadors, ja que consumeixen i maten els seus organismes alimentaris, però els herbívors que busquen fulles no ho són, ja que les seves plantes alimentàries solen sobreviure a l'assalt. Quan els animals mengen llavors (Granivorisme) o ous), estan consumint organismes vius sencers, que per definició els converteix en depredadors.
Els carronyaires, organismes que només mengen organismes trobats ja morts, no són depredadors, però molts depredadors com el xacal i la hiena també mengen animals morts quan se'ls presenta l'oportunitat. Entre els invertebrats, les vespes socials són alhora caçadores i carronyaires d'altres insectes.

## Varietat taxonòmica
Tot i que els exemples de depredadors entre mamífers i ocells són ben coneguts, els depredadors es poden trobar en una àmplia gamma de tàxons, inclosos els artròpodes. Són comuns entre els insectes, incloses les màntides, libèl·lules, neuròpters i mecòpters. En algunes espècies com els siàlids, només les larves són depredadores (els adults no mengen). Les aranyes són depredadores, així com altres invertebrats terrestres com els escorpins; centpeus; alguns àcars, caragols i llimacs; nematodes; i planàries. En entorns marins, la majoria de cnidaris (p. ex., meduses, hidroides), ctenòfors, equinodermss (p. ex., estrelles de mar, eriçons de mar, clipeasteroides i cogombres de mar) i els cucs plans són depredadors. Entre els crustacis, llamàntols, crancs, gambes i cirrípedes són depredadors, i, al seu torn, els crustacis són presa de gairebé tots els cefalòpodes (inclosos els pops, calamars i sèpides).

Paramecium, un depredador ciliat, que s'alimenta de bacteris.

La depredació de llavors es limita a mamífers, ocells i insectes, però es troba a gairebé tots els ecosistemes terrestres. La depredació d'ous inclou tant depredadors especialitzats en ous com alguns colúbrids serps com generalistes com guineus i teixons que agafen ous de manera oportunista quan en troben.
Algunes plantes són carnívores i consumeixen insectes. Els mètodes de la depredació per part de les plantes varia molt, però sovint implica una trampa alimentària, estimulació mecànica i impulsos elèctrics per atrapar i consumir la seva presa. Alguns fongs carnívors capturen nematodes utilitzant trampes actives en forma d'anells de constricció o trampes passives amb estructures adhesives.
Moltes espècies de protozous (eucariotes) i bacteris (procariotes) s'alimenten d'altres microorganismes; el mode d'alimentació és evidentment antic, i va evolucionar moltes vegades en ambdós grups. Entre El zooplàncton d'aigua dolça i marí, ja sigui unicel·lular o pluricel·lular, el pasturatge depredador al fitoplàncton i al zooplàncton més petit és comú, i es troba en moltes espècies de nanoflagel·lats, dinoflagelats, ciliats, rotífers, una gamma diversa de larves animals de meroplàncton i dos grups de crustacis: copèpodes i cladòcers.

## Farratge
Per alimentar-se, un depredador ha de buscar, perseguir i matar la seva presa. Aquestes accions formen un cicle de farratge. El depredador ha de decidir on buscarà les preses en funció de la seva distribució geogràfica; i un cop ha localitzat la presa, ha de valorar si la caça o si espera una millor opció. Si tria la persecució, les seves capacitats físiques determinen el mode de caça (per exemple, emboscada o persecució). Després d'haver capturat la presa, és possible que també hagi de gastar energia manipular-la (p. ex., matar-lo, treure'n qualsevol closca o espines i ingerir-lo).

### Recerca
Els depredadors tenen una selecció de modes de cerca que van des de seure i esperar fins a activa o búsca àmplia. El mètode seure i esperar és més adequat si les preses són denses i mòbils, i el depredador té uns requeriments energètics baixos. L'alimentació àmplia gasta més energia i s'utilitza quan les preses són sedentàries o es troben poc distribuïdes. Hi ha un continu de modes de cerca amb intervals entre períodes de moviment que van des de segons fins a mesos. Els taurons, els peixos lluna, els ocells insectívors i les musaranyes s'estan movent gairebé sempre, mentre que les aranyes que construeixen xarxes, els invertebrats aquàtics, les mantis religioses i els xoriguers poques vegades es mouen. Entremig, els caràdrids i altres ocells limícoles, els peixos d'aigua dolça inclosos els pomoxis i les larves dels coccinèl·lids, alternen entre la recerca i l'exploració activa dels medi ambient.

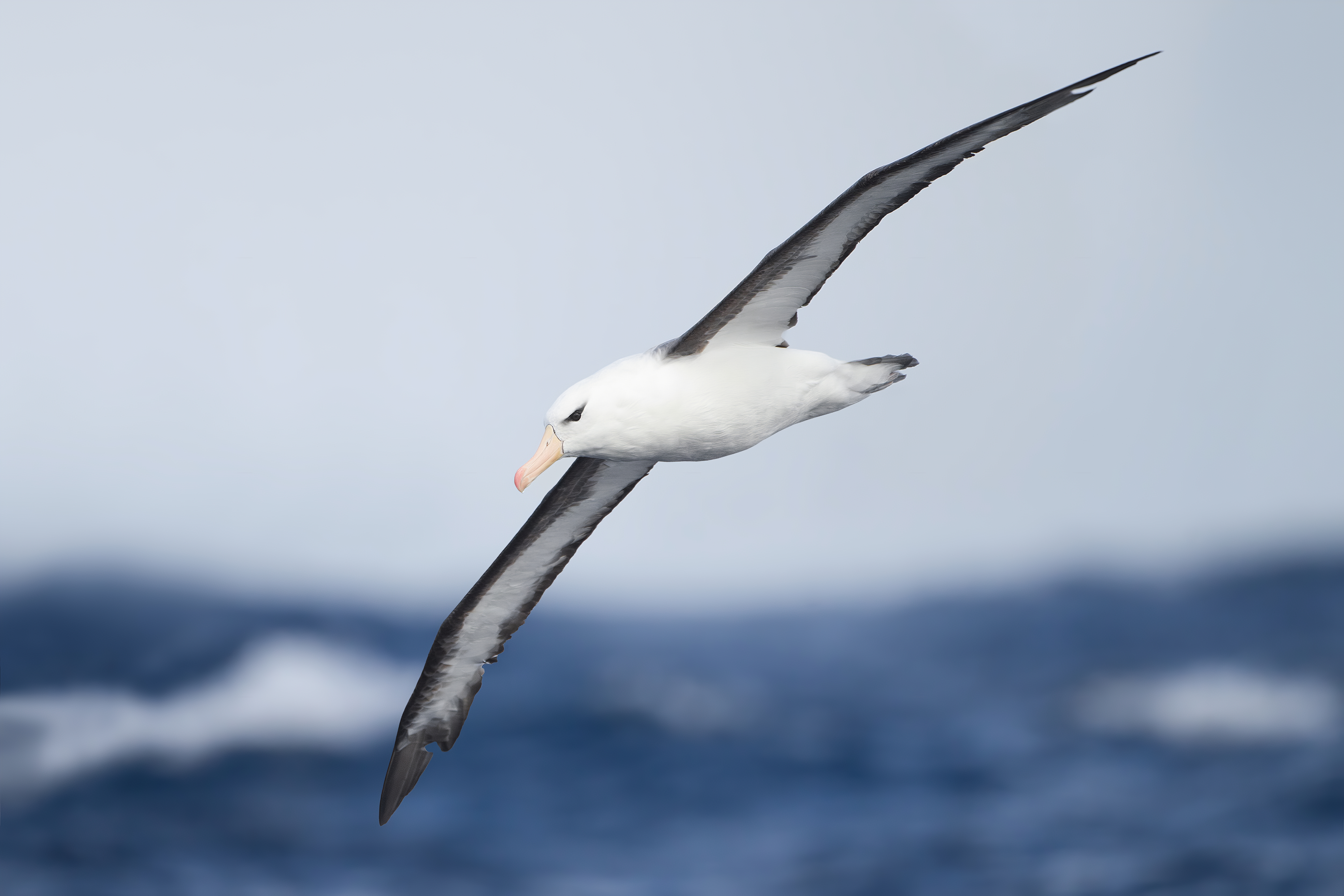
L'albatros cellanegre vola regularment centenars de quilòmetres a través de l'oceà gairebé buit per trobar trossos de menjar.

Les distribucions de preses sovint s'agrupen, i els depredadors responen buscant pegats on les preses són denses i després buscant dins dels pegats. Quan el menjar es troba en pegats, com ara bancs de peixos rars en un oceà gairebé buit, l'etapa de cerca requereix que el depredador viatgi durant un temps substancial i gasti una quantitat important d'energia per localitzar cada pegat d'aliment. Per exemple, l'albatros cellanegre realitza regularment vols de recerca d'alimentació a una distància d'uns 700 km, fins a un rang màxim d'alimentació de 3000 km per als ocells reproductors que recullen aliments per a les seves cries. Amb preses estàtiques, alguns depredadors poden aprendre ubicacions adequades dels pegats i tornar-hi a intervals per alimentar-se. La fomentació òptima estratègia de cerca s'ha modelat utilitzant el teorema del valor marginal.
Els patrons de cerca solen semblar aleatoris. Un d'aquests és el vol de Lévy, que tendeix a implicar grups de passos curts amb passos llargs ocasionals. És una hipòtesi d'alimentació que s'adapta bé al comportament d'una gran varietat d'organismes, inclosos bacteris, abelles, taurons i caçadors-recol·lectors humans.

### Avaluació

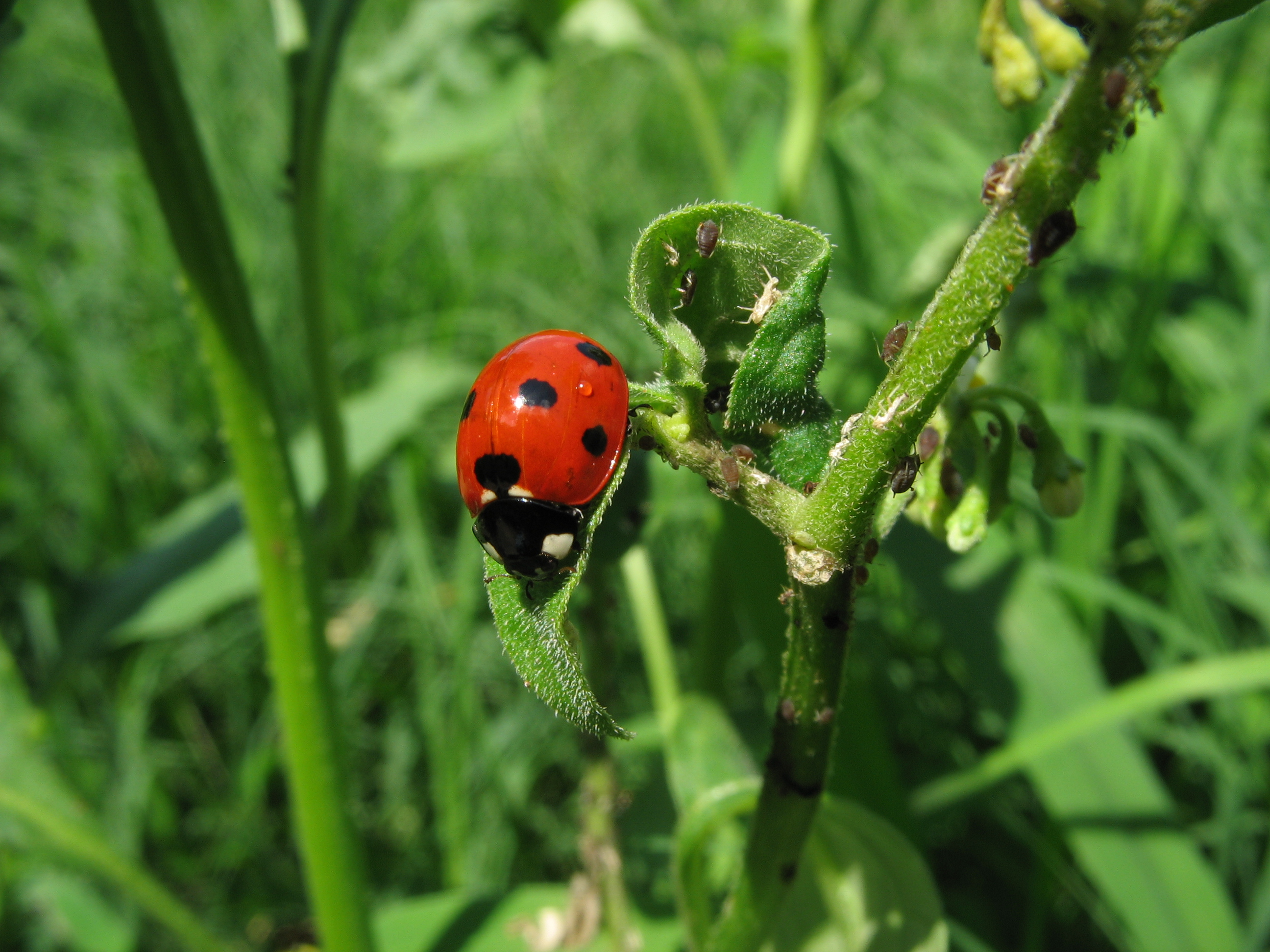
Les marietes de set punts seleccionen plantes de bona qualitat per a les seva preses afidoïdeus.

Després d'haver trobat preses, un depredador ha de decidir si la persegueix o segueix buscant. La decisió depèn dels costos i beneficis implicats. Un ocell buscant insectes passa molt de temps buscant, però capturar-los i menjar-los és ràpid i fàcil, de manera que l'estratègia eficient per a l'ocell és menjar-se tots els insectes agradables que trobi. Per contra, un depredador com un lleó o un falcó troba la seva presa amb facilitat però capturar-la requereix molt d'esforç. En aquest cas, el depredador és més selectiu.
Un dels factors a tenir en compte és la mida. És possible que una presa massa petita no valgui la pena per la quantitat d'energia que proporciona, mentre que massa gran pot ser massa difícil de capturar. Per exemple, els màntids capturen preses amb les seves potes davanteres i estan optimitzats per agafar preses d'una mida determinada. Els màntids són reticents a atacar preses que difereixen gaire d'aquesta mida. Hi ha una correlació positiva entre la mida d'un depredador i la seva presa.
Un depredador també pot avaluar un pegat i decidir si dedica temps a buscar-hi preses. Això pot implicar un cert coneixement de les preferències de la presa; per exemple, els coccinèl·lids poden triar un tros de vegetació adequat per a les seves preses afidoïdeus.

### Captura
Per capturar preses, els depredadors tenen una gamma de modes de persecució que van des de la persecució oberta (depredació de persecució) fins a un cop sobtat a la presa propera (depredació d'emboscada). Una altra estratègia entre l'emboscada i la persecució és la «intercepció balística», en la qual un depredador observa i prediu el moviment d'una presa i després llança el seu atac en conseqüència.

### Manipulació
Un cop el depredador ha capturat la presa, l'ha de manipular: amb molta cura si la presa és perillosa de menjar, com si posseeix espines afilades o verinoses, com en molts peixos presa. Alguns siluriformes com els ictalúrids tenen aletes a l'esquena (dorsal) i el ventre (pectoral) que es bloquegen en posició erecta i podrien perforar la boca del depredador, possiblement mortalment. Alguns ocells que mengen peixos, com l'àguila pescadora, eviten el perill de les espines esquinçant les seves preses abans de menjar-se-les.

### Atac individual o en grup
En la depredació social, un grup de depredadors coopera per matar preses. Això fa possible matar criatures més grans que les que podrien dominar individualment; per exemple, les hienes i els llops col·laboren per atrapar i matar herbívors tan grans com els búfals, i els lleons fins i tot cacen elefants. També pot fer que les preses estiguin més disponibles a través d'estratègies com el rentat de preses i el pasturatge en una àrea més petita. Per exemple, quan s'alimenten estols d'ocells barrejats, els ocells del davant treuen els insectes que són atrapats pels ocells que hi ha darrere. Els dofins de musell llarg formen un cercle al voltant d'un banc de peixos i es mouen cap a dins, concentrant els peixos per un factor de 200. En caçar socialment, els ximpanzés poden atrapar colobins que escapen fàcilment a un caçador individual, mentre que els aligots de Harris cooperants poden atrapar conills.

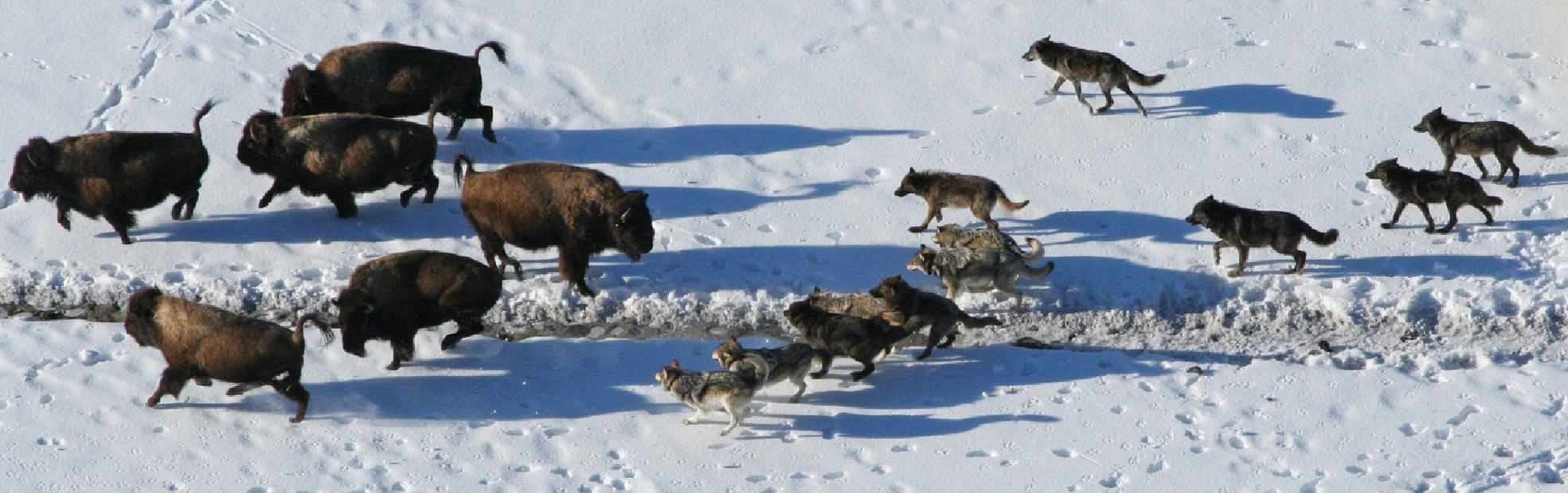
Llops, depredadors socials, cooperant per caçar i matar bisons.

De vegades, els depredadors de diferents espècies cooperen per capturar preses. Als esculls de corall, quan peixos com el mero i l'anfós lleopard detecten preses inaccessibles per a ells, fan senyals a murenes gegants, peixos Napoleó o pops. Aquests depredadors poden accedir a petites escletxes i eliminar les preses. S'ha conegut que les orques ajuden els baleners a caçar belenes.
La caça social permet als depredadors fer front a una gamma més àmplia de preses, però amb risc de competència pel menjar capturat. Els depredadors solitaris tenen més possibilitats de menjar el que capturen, al preu d'una major despesa d'energia per atrapar-lo, i un major risc que la presa s'escapi. Els depredadors d'emboscada solen ser solitaris per reduir el risc de convertir-se ells mateixos en preses. Dels 245 membres terrestres dels carnívors (el grup que inclou els gats, gossos i óssos), 177 són solitaris; i 35 dels 37 gats salvatges són solitaris, incloent el puma i el guepard. Tanmateix, el puma solitari permet que altres pumes participin en una matança, i el coiot pot actuar en solitari o socialment. Altres depredadors solitaris inclouen el lluç de riu, els licòsids i tots els milers d'espècies de vespes de les aranyes entre els artròpodes, i molts molts microorganismes i zooplàncton.

## Adaptacions contra els depredadors
Per contrarestar la depredació, les preses han desenvolupat defenses per utilitzar-les en cada etapa d'un atac. Poden intentar evitar la detecció, per exemple utilitzant camuflatge i mimetisme. Poden detectar depredadors i advertir els altres de la seva presència.
Si es detecten, poden intentar evitar ser l'objectiu d'un atac, per exemple, senyalant que són tòxics o desagradables, indicant que una persecució no seria rendible, o formant grups. Si es converteixen en un objectiu, poden intentar defensar-se de l'atac amb defenses com ara armadures, espines, desagradabilitat o mobbing; i sovint poden escapar d'un atac en curs sorprenent el depredador, fent-se els morts, abandonant parts del cos com la cua, o simplement fugint.

## Paper als ecosistemes
Els depredadors afecten els seus ecosistemes no només directament menjant les seves pròpies preses, sinó per mitjans indirectes com la reducció de la depredació d'altres espècies o l'alteració del comportament d'alimentació d'un herbívor, com passa amb l'efecte de la biodiversitat dels llops a la vegetació de la ribera o les llúdrigues marines als boscos d'algues. Això pot explicar els efectes de la dinàmica de la població com els cicles observats en linxs i llebres americanes.

## Història evolutiva
La depredació data d'abans de l'augment dels carnívors comunament reconeguts per centenars de milions (potser milers de milions) d'anys. La depredació ha evolucionat repetidament en diferents grups d'organismes. L'augment de les cèl·lules eucariotes al voltant dels 2,7 Ga, l'augment d'organismes pluricel·lulars a uns 2 Ga i l'augment dels depredadors mòbils (al voltant de 600 milions d'anys - 2 Ga, probablement al voltant d'1 Ga) s'han atribuït al comportament depredador primerenc, i moltes restes molt primerenques mostren evidències de forats o altres marques atribuïdes a petites espècies depredadores. Probablement va desencadenar grans transicions evolutives, inclosa l'arribada de les cèl·lules, eucariotes, reproducció sexual, pluricel·lularitat, mida augmentada, mobilitat (inclòs vol d'insectes) i petxines i exoesquelets blindats.
Els primers depredadors van ser organismes microbians que engolien o s'alimentaven dels altres. Atès que el registre fòssil és escàs, aquests primers depredadors podrien datar entre 1 i més de 2,7 Ga (mil milions d'anys enrere). La depredació es va fer visiblement important poc abans del període Cambrià —al voltant de 550 milions d'anys—com ho demostra el desenvolupament gairebé simultani de la calcificació en animals i algues, i caus per evitar la depredació. No obstant això, els depredadors s'alimentaven de microorganismes almenys des de fa 1.000 milions d'anys, amb evidències de depredació selectiva (en lloc d'atzar) des d'una època similar.
El registre fòssil demostra una llarga història d'interaccions entre els depredadors i les seves preses des del període Cambrià en endavant, mostrant, per exemple, que alguns depredadors perforaven les closques de mol·luscs bivalves i gastròpodes, mentre que altres es menjaven aquests organismes trencant-li la closca.
Entre els depredadors del Cambrià hi havia invertebrats com els anomalocarídids amb apèndixs adequats per agafar preses, grans ulls compostos i mandíbules fetes d'un material dur com el de l'exoesquelet d'un insecte.
Alguns dels primers peixos en tenir mandíbules van ser els placoderms blindats i principalment depredadors dels períodes Silurià al Devonià, un dels quals, el Dunkleosteus de 6 m, és considerat el primer vertebrat "superpredador" del món, depredador d'altres depredadors.
Els insectes van developar l'habilitat de volar en el Carbonífer primerenc o al Devonià tardà, permetent-los, entre altres coses, escapar dels depredadors.
Entre els depredadors més grossos que han viscut mai es trobaven els dinosaures teròpodes, com ara el tiranosaure, del període Cretaci. S'alimentaven de dinosaures herbívors com ara hadrosaures, ceratops i ancilosaures.

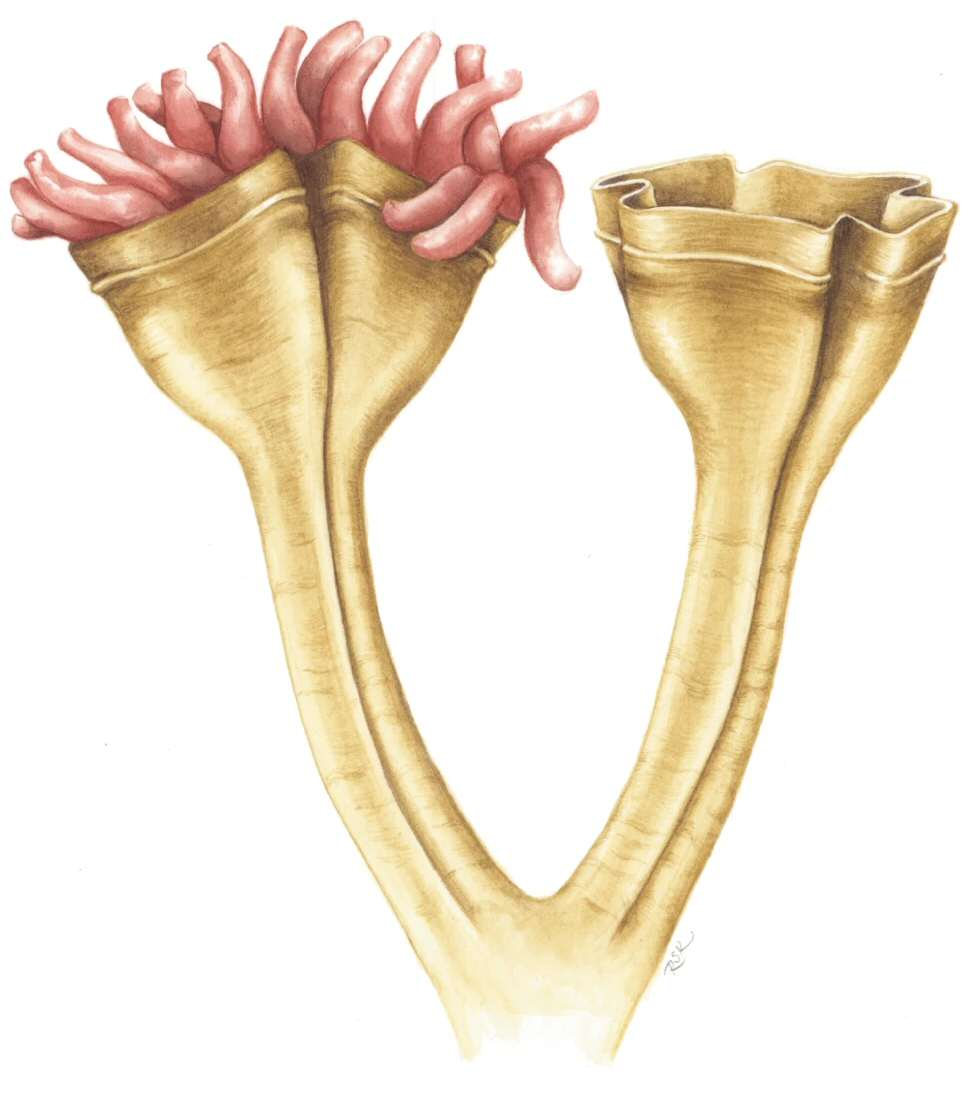
Auroralumina attenboroughii, un depredador ediacarià (c. 560 mya). Era un grup de tija cnidaris, capturant preses amb els seus cnidòcits.
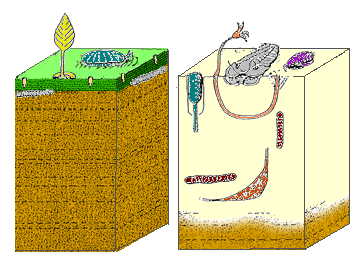
La revolució del substrat cambrià va veure canviar la vida al fons marí d'un excavador mínim (esquerra) a una fauna excavadora diversa (dreta), probablement per evitar els nous depredadors del Cambrià.
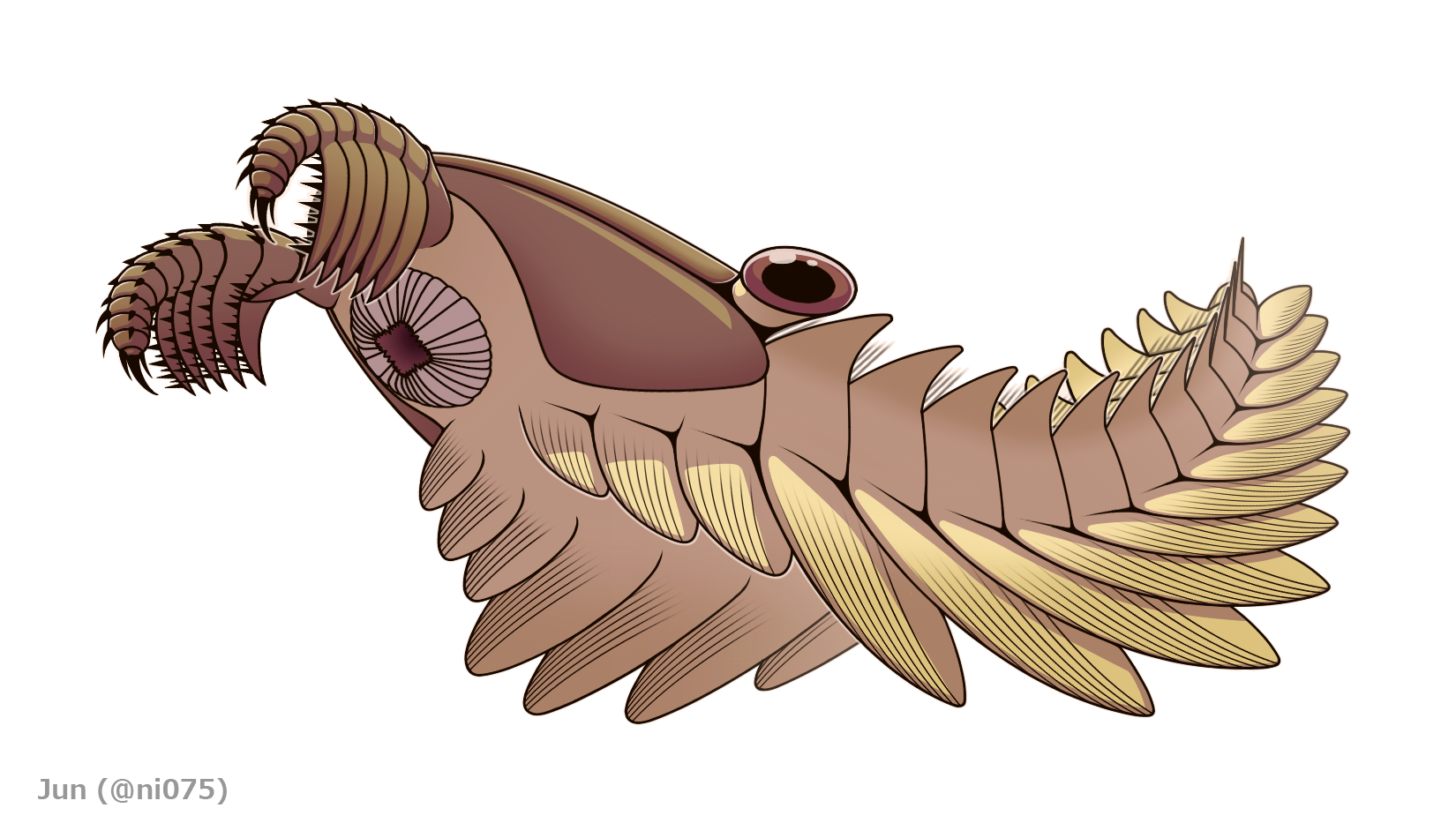
Els radiodonts Peytoia, un invertebrat cambrià, probablement un depredador alfa
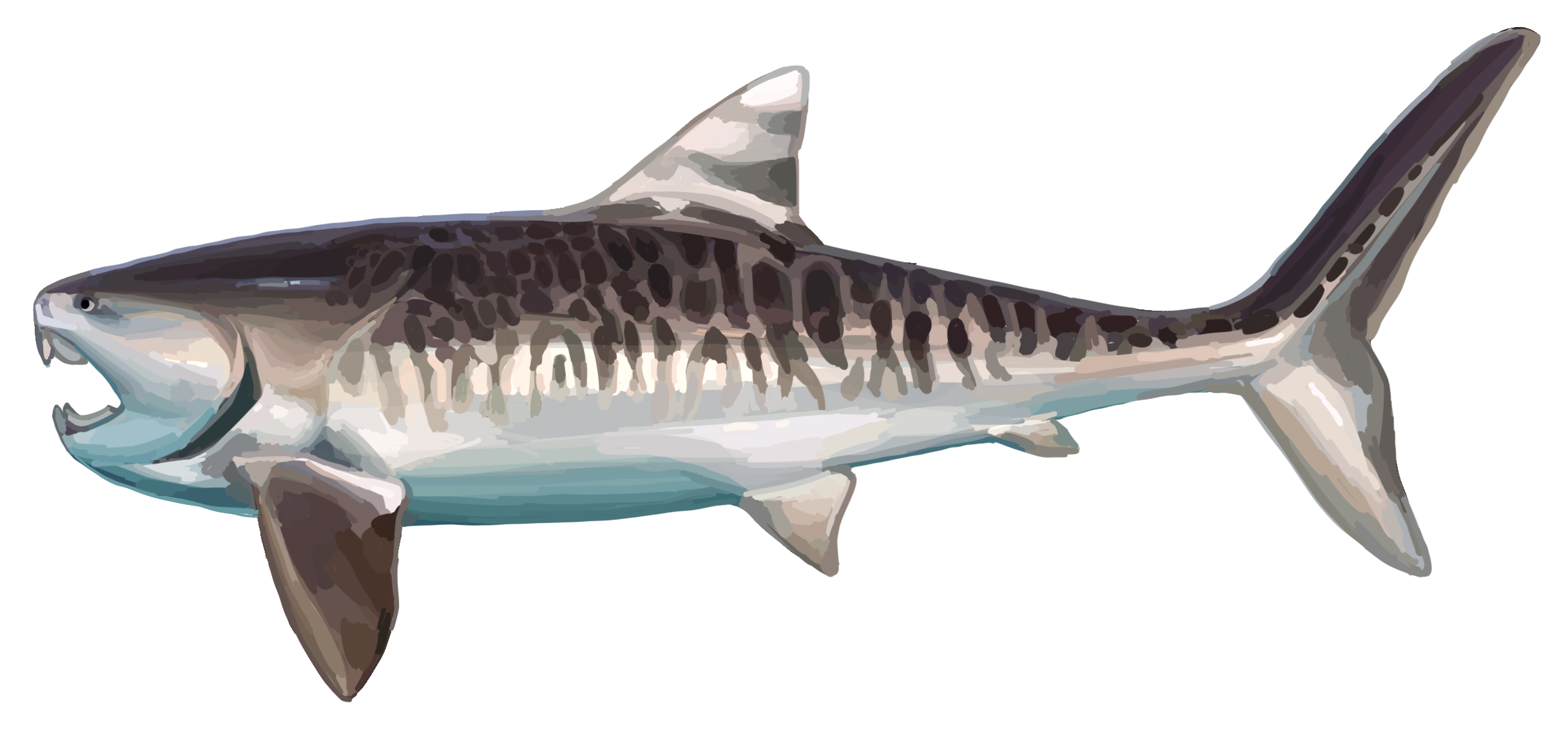
Dunkleosteus, un placoderm devonià, potser el primer superpredador de vertebrats del món, reconstrucció
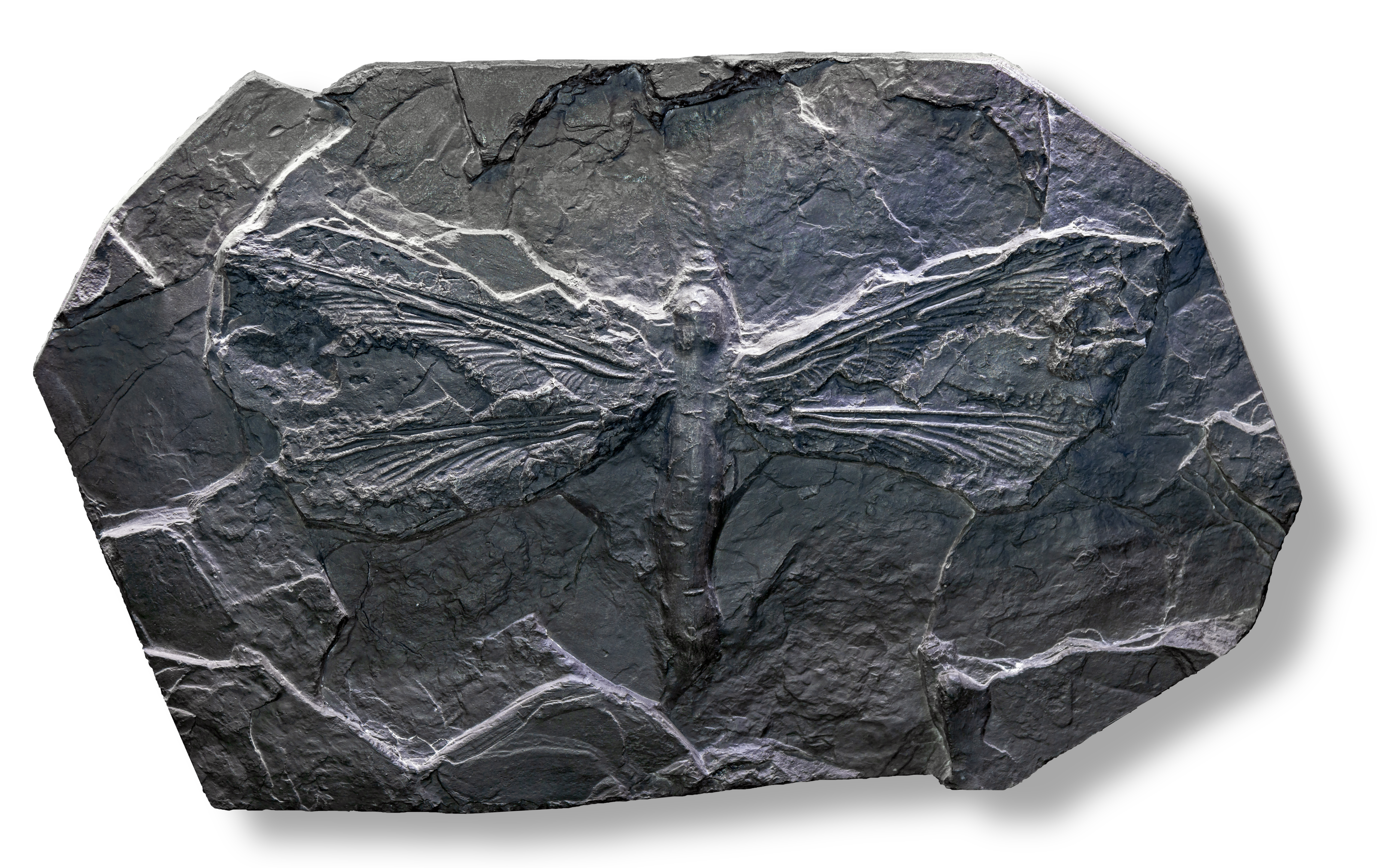
Meganeura monyi, un insecte depredador carbonífer relacionat amb els anisòpters, podia volar per escapar dels depredadors terrestres. La seva gran mida, amb una envergadura de 65 cm, pot reflectir la manca de depredadors aeris de vertebrats en aquell moment.
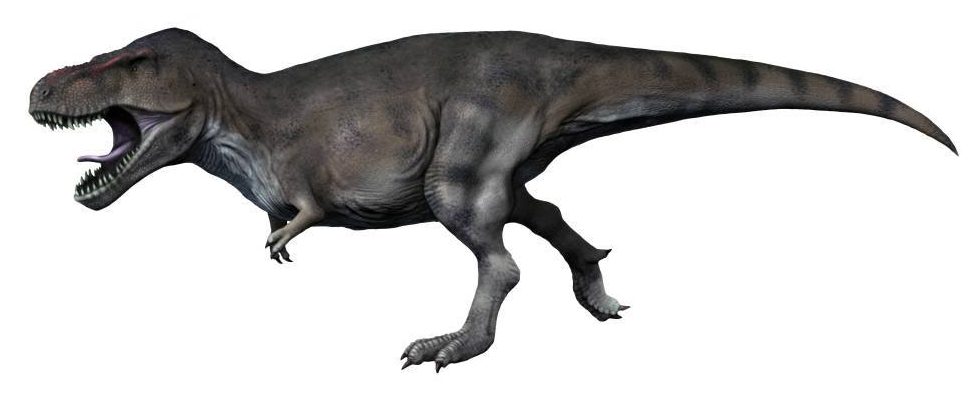
Reconstrucció del tiranosaure, un gran dinosaure teròpode del Cretaci, reconstrucció